# Пританей

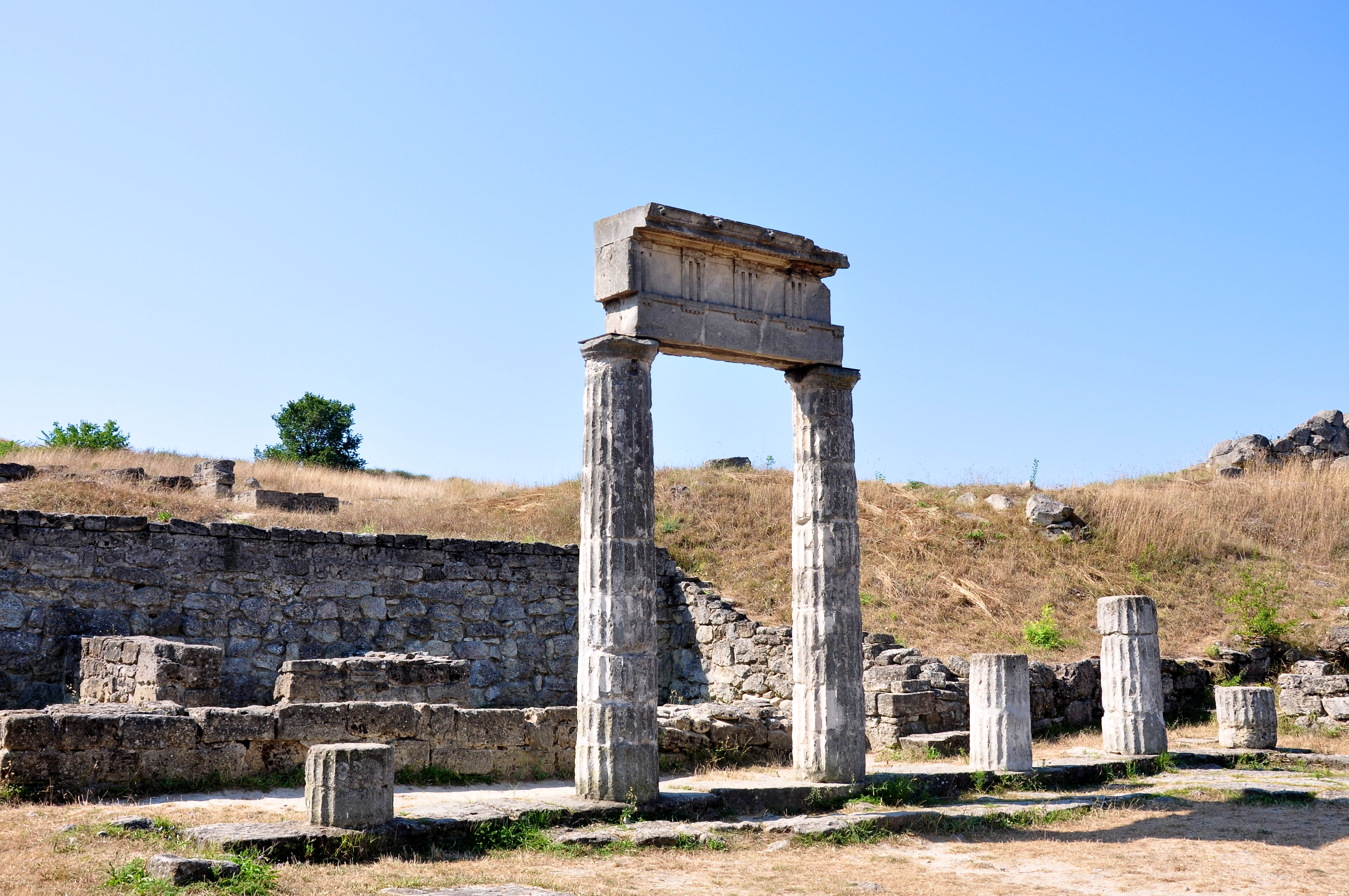
Пританей Пантикапея, II век до н. э. (Керчь, Крым)

Притане́й (др.-греч. πρυτανεῖον) — в Древней Греции — здание, в котором проводились заседания пританов, а также располагались государственный совет и судилище. Реже слово пританей применялось как для отдельных пританов, так и для совета в целом. Изначально — здание, посвящённое Гестии, где постоянно поддерживался огонь. В переносном значении пританеем именовали центр, средоточие чего-либо (например, центр страны). По древним законам в пританее за счёт государства получали питание пританы — заслуженные граждане и почётные иностранные гости.